# Max Kahane (Journalist)
Max Leon Kahane (Deckname: Maximilian Kohn; * 31. Januar 1910 in Hannover; † 21. August 2004 in Berlin) war ein deutscher Journalist (Berliner Zeitung, Neues Deutschland und Horizont u. a.).
Der 1933 emigrierte Kommunist kämpfte in jungen Jahren bei den Internationalen Brigaden und der Résistance gegen den Faschismus.
In der SBZ und später in der DDR machte er als SED-Mitglied eine journalistische Karriere. Er war u. a. Berichterstatter beim Hauptkriegsverbrecherprozess (1945/46) in Nürnberg, Chefredakteur des Allgemeinen Deutschen Nachrichtendienstes, Sonderkorrespondent beim Eichmann-Prozess (1961) in Jerusalem sowie Auslandskorrespondent in Osteuropa, Südasien und Lateinamerika.
Für seine Verdienste wurde er in der DDR mehrfach ausgezeichnet, zuletzt mit der Ehrenspange zum Vaterländischen Verdienstorden.

## Leben

### Herkunft und Ausbildung
Max Kahane entstammte einer jüdischen Familie aus der galizischen Region Lemberg (Österreich-Ungarn). Er wurde 1910 als Sohn des Kaufmanns Jakob Kahane und dessen Frau Krainzi, geb. Litower, in Hannover in der gleichnamigen preußischen Provinz geboren, ab 1911 wuchs er in Berlin auf. Kahane besuchte zunächst eine Volksschule bzw. die jüdische Knabenschule ebendort.
Er wurde als Jugendlicher in der Weimarer Republik (1925) Mitglied des Kommunistischen Jugendverbands Deutschlands (KJVD). Nachdem er zunächst eine Lehre als Goldschmied absolviert hatte, legte er in Arbeiterkursen sein Abitur am Karl-Marx-Gymnasium in Berlin-Neukölln ab. Ab 1931 begann er ein Studium der Rechtswissenschaften an der Friedrich-Wilhelms-Universität zu Berlin.

### Emigration und Spanienkämpfer
1932 wurde er Mitglied der Kommunistischen Partei Deutschlands (KPD) und leistete nach der Machtergreifung der Nationalsozialisten illegale politische Arbeit. Im Juli 1933 wurde er von der Universität relegiert und emigrierte im September 1933 in die Tschechoslowakei nach Prag, wo er weiter politische Arbeit leistete. Er war u. a. Herausgeber eines Buches über den „Strafvollzug im III. Reich“.
Von Januar 1938 bis Februar 1939 kämpfte Kahane als Flaksoldat im Spanischen Bürgerkrieg als Interbrigadist auf Seiten der Spanischen Republik. Wie auch andere ehemalige Spanienkämpfer (u. a. Kurt Julius Goldstein, Erich Henschke, Georg Stibi) besetzte er in seiner späteren journalistischen Karriere Schlüsselpositionen in den staatlichen Medien. Die Förderung der Veteranen durch die DDR war auch darüber hinaus in anderen Kulturbereichen, etwa mit Willi Bredel, Walter Janka und Erich Weinert, sichtbar.

### Internierung und Résistance
Nach dem Sieg des Franquismus 1939 floh Kahane nach Frankreich. Dort wurde er – noch vor dem Zweiten Weltkrieg – ab Februar 1939 als Kommunist, ab September 1939 als feindlicher Ausländer und ab Mai 1940 als Jude in verschiedenen Lagern (u. a. Gurs und Le Vernet) interniert. Es gelang ihm, 1942 aus dem Deportationslager Valery August zu fliehen, nach erneuter Lagerhaft dann aus Uriage.
Es folgte 1943/44 Propagandaarbeit für die KPD u. a. im Vichy-Frankreich, so verfasste er Flugblätter und war Mitarbeiter der deutschsprachigen Résistance-Zeitungen Soldat am Mittelmeer und Unser Vaterland. Kahane schloss sich im Département Bouches-du-Rhône der französischen Résistance an. Er war zunächst beim Mouvement Ouvriers International (MOI) und dann bei den Forces françaises de l’intérieur (FFI) tätig. Als „Capitaine“ (Hauptmann) nahm er 1944 an der Befreiung der südfranzösischen Stadt Marseille teil. 1944/45 war er Beauftragter das Komitee Freies Deutschland für den Westen (KDFW frz. CALPO) in deutschen Kriegsgefangenenlagern.

### DDR und journalistische Tätigkeit
Im Juni 1945 kehrte er nach Ostberlin in die Sowjetische Besatzungszone (SBZ) zurück. Dort „ebnete die Besatzungsmacht [ihm und anderen] den Weg für eine journalistische Karriere“. Er wurde Mitarbeiter des Sowjetischen Nachrichtenbüros (SNB) in Berlin-Weißensee, war u. a. Berichterstatter im Nürnberger Prozess gegen die Hauptkriegsverbrecher (1945/46) und stand dabei „stets unter Aufsicht eines sowjetischen Vorgesetzten“, der die Freigabe von Meldungen verantwortete. Die deutschen Mitarbeiter wurden in der Folge in den Allgemeinen Deutschen Nachrichtendienstes (ADN), den Kahane 1946 mitbegründete, übernommen: Kurt Koszyk erkennt hier eine Schulwirkung. Kahane war neben Otto Schreiber stellvertretender Chefredakteur des ADN in Ostberlin. Alle Leitungspositionen um Georg Hansen wurden seinerzeit mit Mitgliedern der SED besetzt. Im Zuge der Eröffnung von drei Korrespondentenbüros in befreundeten sozialistischen Staaten 1948 (Rumänien, Ungarn und Tschechoslowakei) ging er kurzzeitig nach Prag. Danach kehrte er in seine ursprüngliche Position zurück. Um 1950 trat er aufgrund des bedrängten Chefredakteurs Hansen „mehr in den Vordergrund“. Kahane stieg in der Folge mit Günter Siemund, später auch Heinz Schindler, zum Chefredakteur auf und wurde 1950 stellvertretender Direktor des ADN. Michael Minholz und Uwe Stirnberg gehen davon aus, dass Führungspersonen wie Kahane „in wichtigen Fällen unmittelbarer Ansprechpartner [der Redaktion] waren und in Verbindung mit“ dem Presseamt oder dem Zentralkomitee der SED standen; die Direktion konnte sich sozusagen „rückversichern“. 1952 wurde Kahane im Zusammenhang mit dem Prager Slánský-Prozess wegen Kontakten zu Otto Katz denunziert und später abgelöst.
Kahane, der ab 1946 Mitglied der SED war, besuchte 1952/53 einen Lehrgang der Parteihochschule „Karl Marx“. Von 1953 bis 1955 war er als Nachfolger von Otto Schreiber auch Mitglied des Vorstands der DDR-Berufsorganisation Verband der Deutschen Presse.
Von 1955 bis 1957 war er stellvertretender Chefredakteur der Berliner Zeitung, die dem Zentralkomitee (ZK) der SED unterstellt war.
Als ständiger Auslandskorrespondent des Zentralorgans der SED, Neues Deutschland (ND), wirkte er von 1957 bis 1960 auf Wunsch von Chefredakteur Hermann Axen und nach Beschluss (1956) des Sekretariats des ZK der SED in Neu-Delhi (Indien). Nach dem Historiker Johannes H. Voigt war Kahane eine kurzzeitige „Verstärkung“ für die „DDR-Auslandspropaganda“. Kahane kommunizierte über Kurt Hager und Peter Florin mit dem ZK und lieferte dort die „ideologisch ‚richtige[n]‘ Hintergrundberichte“ ab. Zum Teil gab es bei Interviews mit kommunistischen Funktionären Absprachen unter den sozialistischen Journalisten, um dem Vorwurf der Parteilichkeit aus dem Weg zu gehen. Im Zuge des Grenzkonflikts zwischen Indien und der Volksrepublik China sprach sich Kahane 1959 intern gegenüber dem ZK für die Interessen Rotchinas aus. Das Ministerium für Auswärtige Angelegenheiten der DDR interessierte sich in dieser Zeit für Abschriften politischer Berichte Kahanes.
1961 war er gemeinsam mit Gerhard Leo ND-Sonderkorrespondent beim Eichmann-Prozess in Jerusalem (Israel). In einem damals erschienenen ND-Artikel äußerte er die Vermutung, dass im Verfahren der Chef des Bundeskanzleramtes, Hans Globke, dessen NS-Vergangenheit auch in der damaligen Bundesrepublik diskutiert wurde, „bewusst“ wegen vermeintlicher wirtschaftlich-militärischer „Verpflichtungen“ (Peter Krause) Israels gegenüber der Bundesrepublik aus dem Prozess herausgehalten würde. Weiterhin übte er Kritik an den Wiedergutmachungszahlungen der BRD, die er indirekt in den Kontext von Bestechung rückte. Außerdem war er im selben Jahr Sonderkorrespondent in Belgrad (Jugoslawien). 1962/63 wurde er ND-Korrespondent für Lateinamerika in Rio de Janeiro (Brasilien). Von 1965 bis 1968 fungiert er als Chefkommentator des ND.
Von November 1968 bis 1980 war er Chefkommentator und Kollegiumsmitglied der außenpolitischen Wochenzeitung Horizont. 1985 wurde er freiberuflich tätig. 1987 ging er in Rente.

### Familie
Max Kahane, zuletzt in Berlin lebend, war in zweiter Ehe mit der Malerin und Grafikerin Doris Kahane (1920–1976), geb. Machol, verheiratet, die er in Frankreich kennen lernte. Ihre Kinder sind der Graphikdesigner André Dominique Kahane (* 1948), der Filmregisseur Peter Kahane (* 1949) und die Journalistin Anetta Kahane (* 1954).

## Auszeichnungen
- 1956: Hans-Beimler-Medaille der DDR – als ehemaliger Kämpfer der Internationalen Brigaden
- 1959: Vaterländischer Verdienstorden der DDR (Silber)
- 1961: Franz-Mehring-Ehrennadel des Verbandes der Journalisten der DDR
- 1970: Vaterländischer Verdienstorden der DDR (Gold)
- 1974: Ehrenspange zum Vaterländischen Verdienstorden